# بالخاش (مدينة)
بَلْقَاشُ (بالقزاقية: Балқаш) مدينة في قزاقستان على شاطئ بحيرة بلقاش الشمالي يسكنها نحو 70 ألف نسمة.

## المناخ
يظهر الجدول التالي التغييرات المناخية على مدار السنة لبالخاش:
| البيانات المناخية لـبالخاش            | البيانات المناخية لـبالخاش | البيانات المناخية لـبالخاش | البيانات المناخية لـبالخاش | البيانات المناخية لـبالخاش | البيانات المناخية لـبالخاش | البيانات المناخية لـبالخاش | البيانات المناخية لـبالخاش | البيانات المناخية لـبالخاش | البيانات المناخية لـبالخاش | البيانات المناخية لـبالخاش | البيانات المناخية لـبالخاش | البيانات المناخية لـبالخاش | البيانات المناخية لـبالخاش |
| الشهر                                 | يناير                      | فبراير                     | مارس                       | أبريل                      | مايو                       | يونيو                      | يوليو                      | أغسطس                      | سبتمبر                     | أكتوبر                     | نوفمبر                     | ديسمبر                     | المعدل السنوي              |
| ------------------------------------- | -------------------------- | -------------------------- | -------------------------- | -------------------------- | -------------------------- | -------------------------- | -------------------------- | -------------------------- | -------------------------- | -------------------------- | -------------------------- | -------------------------- | -------------------------- |
| الدرجة القصوى °م (°ف)                 | 3.9 (39.0)                 | 6.1 (43.0)                 | 24.5 (76.1)                | 32.5 (90.5)                | 34.4 (93.9)                | 37.6 (99.7)                | 40.9 (105.6)               | 39.5 (103.1)               | 37.6 (99.7)                | 27.2 (81.0)                | 17.4 (63.3)                | 7.5 (45.5)                 | 40.9 (105.6)               |
| متوسط درجة الحرارة الكبرى °م (°ف)     | −8.7 (16.3)                | −6.7 (19.9)                | 1.7 (35.1)                 | 14.3 (57.7)                | 22.1 (71.8)                | 27.9 (82.2)                | 29.6 (85.3)                | 28.1 (82.6)                | 21.7 (71.1)                | 12.9 (55.2)                | 3.0 (37.4)                 | −5.2 (22.6)                | 11.7 (53.1)                |
| المتوسط اليومي °م (°ف)                | −13.3 (8.1)                | −12.1 (10.2)               | −3.6 (25.5)                | 8.3 (46.9)                 | 16.4 (61.5)                | 22.3 (72.1)                | 24.2 (75.6)                | 22.4 (72.3)                | 15.6 (60.1)                | 7.1 (44.8)                 | −1.8 (28.8)                | −9.7 (14.5)                | 6.3 (43.3)                 |
| متوسط درجة الحرارة الصغرى °م (°ف)     | −17.6 (0.3)                | −16.8 (1.8)                | −8.2 (17.2)                | 3.1 (37.6)                 | 10.7 (51.3)                | 16.3 (61.3)                | 18.5 (65.3)                | 16.3 (61.3)                | 9.3 (48.7)                 | 2.0 (35.6)                 | −5.7 (21.7)                | −13.7 (7.3)                | 1.2 (34.2)                 |
| أدنى درجة حرارة °م (°ف)               | −40.1 (−40.2)              | −40.2 (−40.4)              | −30.8 (−23.4)              | −14.2 (6.4)                | −5.5 (22.1)                | 4.0 (39.2)                 | 6.9 (44.4)                 | 3.7 (38.7)                 | −4.7 (23.5)                | −14.8 (5.4)                | −32.7 (−26.9)              | −41.2 (−42.2)              | −41.2 (−42.2)              |
| الهطول مم (إنش)                       | 13 (0.5)                   | 11 (0.4)                   | 12 (0.5)                   | 10 (0.4)                   | 15 (0.6)                   | 12 (0.5)                   | 14 (0.6)                   | 9 (0.4)                    | 4 (0.2)                    | 9 (0.4)                    | 16 (0.6)                   | 13 (0.5)                   | 138 (5.4)                  |
| متوسط الأيام الممطرة                  | 2                          | 2                          | 5                          | 7                          | 9                          | 8                          | 9                          | 6                          | 4                          | 7                          | 7                          | 4                          | 70                         |
| متوسط الأيام المثلجة                  | 15                         | 14                         | 7                          | 1                          | 0.1                        | 0                          | 0                          | 0                          | 0                          | 1                          | 8                          | 15                         | 61                         |
| متوسط الرطوبة النسبية (%)             | 79                         | 78                         | 74                         | 56                         | 51                         | 46                         | 49                         | 47                         | 47                         | 60                         | 75                         | 79                         | 62                         |
| ساعات سطوع الشمس الشهرية              | 153                        | 179                        | 228                        | 276                        | 335                        | 367                        | 377                        | 363                        | 299                        | 222                        | 151                        | 131                        | 3٬081                      |
| المصدر #1: pogoda.ru.net              |                            |                            |                            |                            |                            |                            |                            |                            |                            |                            |                            |                            |                            |
| المصدر #2: NOAA (sun only, 1961–1990) |                            |                            |                            |                            |                            |                            |                            |                            |                            |                            |                            |                            |                            |

## أعلام
- فاسيلي جيروف
- يلينا تشيبوكينا
- يوري ونتشاكوف